# Zehntausend (Spiel)

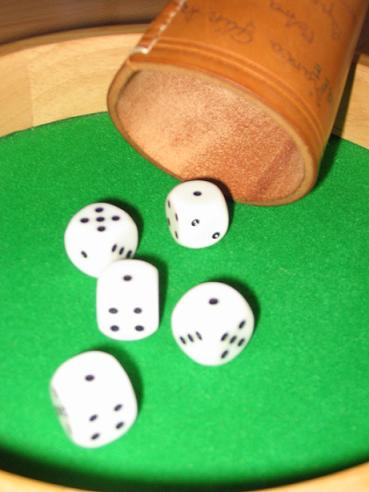
Zehntausend Punkte – bewiesen (also 10.050 Punkte)

Zehntausend ist ein freies Würfelspiel, das mit fünf oder sechs Würfeln gespielt wird. Das Spiel ist in mehreren Varianten und unter verschiedenen Namen bekannt. In Literatur, Medien und kommerziellen Produkten wird es auch als Macke, Berliner Macke, Volle Lotte, Anschluss, Tutto, Weg, Zilch, Farkle, Michel hat gesagt …, Dirschli (in Nordsachsen) oder Manolo (in der Schweiz) bezeichnet. Unter dem Namen Chicago gibt es das Spiel für Mac OS X als Shareware und unter Windows als Freeware.
Hier wird das einfachste Regelwerk mit fünf Würfeln dargestellt. Je nach Belieben können Regeln aus weitere Regelvarianten hinzugenommen werden, um das einfache Regelwerk zu ergänzen oder Regeln aus diesem zu ersetzen.

## Einfaches Regelwerk
Zehntausend wird mit mindestens zwei Spielern gespielt. Die Spieler wechseln einander mit dem Würfeln ab. Gezählt werden Einser und Fünfer, wobei die Eins 100 Punkten und die Fünf 50 Punkten entspricht. Es wird so oft gewürfelt, bis der Spieler seine Runde für beendet erklärt oder er keine Eins oder Fünf mehr geworfen hat. Der Spieler muss bei jedem Wurf mindestens eine Eins oder eine Fünf an die Seite legen. Hat er alle Würfel aus dem Würfelbecher genommen und will weiter würfeln, so kann er wieder alle in den Becher legen (seine Punkte werden hierbei weitergerechnet), was in einigen Spielerkreisen Anschluss genannt wird. Dies kann er so oft tun, bis er keine Eins oder Fünf gewürfelt hat (hierbei verliert er alle in dieser Runde erwürfelten Punkte) oder seine Runde für beendet erklärt (in der Runde erwürfelte Punkte werden ihm gutgeschrieben). Punkte werden aufgeschrieben und addiert. Der Gewinner ist derjenige, der zuerst mindestens 10.000 Punkte erreicht hat.
Des Weiteren werden Dreierpasche und Viererpasche als Punkte gezählt, diese müssen aber mittels einer Eins oder einer Fünf bewiesen werden.
Beispiel:
- Ein Spieler würfelt dreimal die Fünf, eine Drei und eine Sechs. Die drei Fünfen werden zu 500 Punkten gezählt, wobei er diese mittels eines weiteren Wurfs beweisen muss.

Punkte gelten als bewiesen, wenn der Spieler eine zusätzliche Eins oder eine Fünf gewürfelt hat. Auf einen Pasch kann ein weiterer Pasch folgen, zum Beispiel wenn alle Würfel wieder in den Becher gelegt werden mussten. Jeder Pasch muss bewiesen werden. Wurde der Pasch nicht bewiesen, gehen alle Punkte verloren.
Sollte ein Spieler mehr als zehntausend Punkte erwürfelt haben, so ist es den anderen Spielern noch möglich, diesen zu überholen, sofern sie in der Reihe nach und nicht vor ihm dran waren. In diesem Fall darf jeder nachfolgende Spieler noch einmal würfeln.

## Punktetabelle
Dunkel eingefärbte Kästchen bilden die Punkte des einfachen Regelwerks, alle anderen aufgeführten Punkte entsprechen erweiterten Regeln aus „Weitere Regelvarianten“.

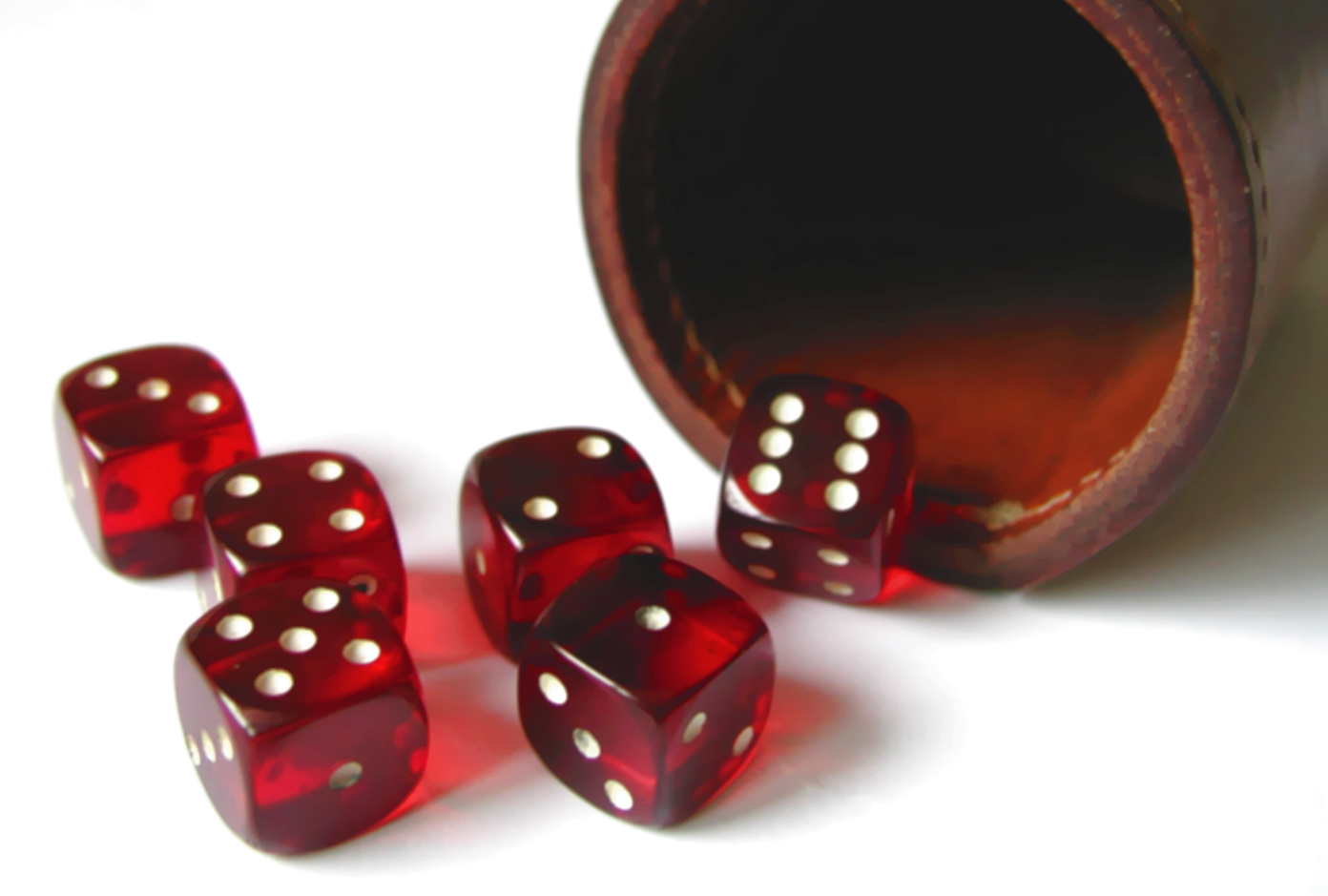
Straße sind 2000 Punkte

Wahrscheinlichkeit, genau {\displaystyle k} gleiche Zahlen mit {\displaystyle n} Würfeln zu würfeln: {\displaystyle P(k,n)=\left({\frac {1}{6}}\right)^{k}\left({\frac {5}{6}}\right)^{n-k}{n \choose k}}.
| Teil des Wurfergebnis | Anzahl Punkte | Punkte (Verdoppel-Regel) | Wahrscheinlichkeit mit sechs Würfeln                                                                                                |
| --------------------- | ------------- | ------------------------ | --- |
| 5                     | 50            | 50                       | {\displaystyle \left({\frac {1}{6}}\right)^{1}\left({\frac {5}{6}}\right)^{5}{6 \choose 1}={\frac {3125}{7776}}\approx 40{,}19\,\%} |
| 1                     | 100           | 100                      | {\displaystyle \left({\frac {1}{6}}\right)^{1}\left({\frac {5}{6}}\right)^{5}{6 \choose 1}}                                         |
| 2,2,2                 | 200           | 200                      | {\displaystyle \left({\frac {1}{6}}\right)^{3}\left({\frac {5}{6}}\right)^{3}{6 \choose 3}={\frac {625}{11664}}\approx 5{,}36\,\%}  |
| 3,3,3                 | 300           | 300                      | {\displaystyle \left({\frac {1}{6}}\right)^{3}\left({\frac {5}{6}}\right)^{3}{6 \choose 3}}                                         |
| 4,4,4                 | 400           | 400                      | {\displaystyle \left({\frac {1}{6}}\right)^{3}\left({\frac {5}{6}}\right)^{3}{6 \choose 3}}                                         |
| 5,5,5                 | 500           | 500                      | {\displaystyle \left({\frac {1}{6}}\right)^{3}\left({\frac {5}{6}}\right)^{3}{6 \choose 3}}                                         |
| 6,6,6                 | 600           | 600                      | {\displaystyle \left({\frac {1}{6}}\right)^{3}\left({\frac {5}{6}}\right)^{3}{6 \choose 3}}                                         |
| 1,1,1                 | 1000          | 1000                     | {\displaystyle \left({\frac {1}{6}}\right)^{3}\left({\frac {5}{6}}\right)^{3}{6 \choose 3}}                                         |
| 2,2,2,2               | 2000          | 400                      | {\displaystyle \left({\frac {1}{6}}\right)^{4}\left({\frac {5}{6}}\right)^{2}{6 \choose 4}={\frac {125}{15552}}\approx 0{,}80\,\%}  |
| 3,3,3,3               | 3000          | 600                      | {\displaystyle \left({\frac {1}{6}}\right)^{4}\left({\frac {5}{6}}\right)^{2}{6 \choose 4}}                                         |
| 4,4,4,4               | 4000          | 800                      | {\displaystyle \left({\frac {1}{6}}\right)^{4}\left({\frac {5}{6}}\right)^{2}{6 \choose 4}}                                         |
| 5,5,5,5               | 5000          | 1000                     | {\displaystyle \left({\frac {1}{6}}\right)^{4}\left({\frac {5}{6}}\right)^{2}{6 \choose 4}}                                         |
| 6,6,6,6               | 6000          | 1200                     | {\displaystyle \left({\frac {1}{6}}\right)^{4}\left({\frac {5}{6}}\right)^{2}{6 \choose 4}}                                         |
| 1,1,1,1               | 10000         | 2000                     | {\displaystyle \left({\frac {1}{6}}\right)^{4}\left({\frac {5}{6}}\right)^{2}{6 \choose 4}}                                         |
| 1,1,1,1,1             | -             | 4000                     | {\displaystyle \left({\frac {1}{6}}\right)^{5}\cdot 5={\frac {5}{7776}}\approx 0{,}06\,\%}                                          |
| 2,2,2,2,2             | -             | 800                      | {\displaystyle \left({\frac {1}{6}}\right)^{5}\cdot 5}                                                                              |
| 2,2,2,2,2,2           | -             | 1600                     | {\displaystyle \left({\frac {1}{6}}\right)^{6}={\frac {1}{46656}}\approx 0{,}002143\,\%}                                            |
| 1,2,3,4,5,6           | 2000          | 3000                     | {\displaystyle \left({\frac {1}{6}}\right)^{6}\cdot 6!={\frac {5}{324}}\approx 1{,}5432\,\%}                                        |

## Weitere Regelvarianten
Zehntausend Rückwärts ist eine weitere Variante dieses Würfelspiels. Dabei wird reihum mit den fünf (teilweise auch sechs) Würfeln gewürfelt und jeder Spieler nimmt alle Fünfer und Einser heraus und überlässt somit seinem Nachfolger weniger Würfel. Wer als erster in der Runde keine Eins oder Fünf oder eine andere Kombination (siehe obige Tabelle) erwürfelt, erhält die ausliegende Augenzahl als Minuspunkte notiert. Bei dieser Variante müssen Pasche nicht bestätigt werden und zusätzliche Punkte zählen: kleine oder große Straße (1,2,3,4,5 oder 2,3,4,5,6) = 1000 Punkte; drei Pärchen = 1500 Punkte. Wer zuerst 10.000 erreicht hat, ist der Verlierer.
Straße: mit einem Wurf 1,2,3,4,5,6 gleich 1000 oder 1250 Punkte.
Full House (mit 5 Würfeln): Wird mit fünf Würfeln gespielt und würfelt der Spieler drei gleiche und zwei gleiche:
z.B.
3,3,3 und 1,1
– oder –
5,5,5 und 2,2
usw.
so bekommt dieser die entsprechenden Punkte „als ob“ dieser zweimal drei gleiche gewürfelt hätte. In den obigen Beispielen sind dies:
3,3,3 und 1,1 = (dreifach drei=) 300 + (dreifach eins) 1000 = 1300 Punkte
– oder –
5,5,5 und 2,2 = (dreifach fünf=) 500 + (dreifach zwei) 200 = 700 Punkte
usw.
Minus Punkte: wenn ein Spieler beim ersten Wurf keine verwertbaren Punkte hat (keine 1, keine 5, kein Pasch/Straße), werden ihm 1000 Minuspunkte angeschrieben.
Nichts: (das Gegenteil von Minus) würfelt ein Spieler in seinem ersten Wurf gar keine Punkte, so erhält er 1000 Punkte, darf dann aber nicht mehr weiter würfeln.
Klopfen: liegen die Würfel übereinander (Haus/Türmchen gebaut) oder liegt ein Würfel schräg (Brennen), darf der Spieler wahlweise (statt den Wurf zu wiederholen) einmal auf/gegen den Tisch klopfen/hauen. Wenn danach nicht alle Würfel nebeneinander auf dem Tisch liegen, muss der Wurf wiederholt werden. Variante: Wer klopft, darf den Wurf nicht wiederholen, wenn das Klopfen erfolglos war. Weitere Variante: Ein Wiederholen des Wurfs bei Hausbau oder Brennen ist grundsätzlich nicht möglich. Es darf stattdessen nur einmal geklopft werden.
Hausbau (oder Türmchen): wenn die Würfel übereinander zu liegen kommen, muss der Wurf wiederholt werden. Gleiches gilt beim „Brennen“, wenn ein Würfel irgendwo schräg auf der Kante liegt oder vom Tisch gefallen ist. Baut ein Spieler bei drei Würfen hintereinander Häuser oder lässt es brennen, muss er aussetzen und verliert alle in dem Durchgang erreichten Punkte.
Helfen / Löschen: wurde ein Haus gebaut (Würfel liegen aufeinander) oder „brennt“ ein Würfel (liegt schräg), so darf der Spieler nicht selbst klopfen. Er darf aber darauf warten, ob ein anderer Spieler dies für ihn tut. Wurden z. B. drei Einser geworfen (= 1000 Punkte) und einer der Einser-Würfel „brennt“ so muss der Spieler also hoffen, dass ihm die Mitspieler wohlgesinnt sind und für ihn klopfen. Ist keiner der Mitspieler gewillt zu klopfen, so muss der Wurf wiederholt werden.
Verdoppeln: werden bei einem Pasch mehr als drei gleiche Augen geworfen, verdoppelt sich der Pasch mit jedem weiteren Würfel: 222 = 200, 2222 = 200*2 = 400, 1111 = 2000, da 111 ja = 1000, 66666 = (600*2)*2 = 2400. (Siehe Verdoppel-Regel in der Tabelle)
Ergänzen: (Verdoppeln über mehrere Würfe) würfelt ein Spieler einen Dreier-Pasch und im nächsten Wurf eine dazu passende Zahl, so werden die Punkte des Dreier-Paschs verdoppelt. Beispiel:
1. Wurf: 3,3,3 = 300 Punkte
im zweiten Wurf wird noch eine 3 dazu gewürfelt: 3,3,3 +3 = 300 Punkte mal 2 = 600 Punkte.
Dies geht auch mit weiteren passenden Zahlen: 5,5,5 = 500 +5 +5 +5 mal 2 = 1000 mal 2 = 2000 mal 2 = 4000
Bestätigen: sind bei einem Wurf alle sechs Würfel verwertbar (auch zum Beispiel bei der Straße oder einer Kombination wie 1,1,3,3,3,5 = 550), muss der Wurf durch einen weiteren bestätigt werden, bei dem mindestens 50 Punkte erreicht werden. Das oben aufgeführte „Beweisen“ entfällt dann ganz.
Steigerung: jeder Spieler muss solange weiter würfeln, bis er mehr Punkte hat, als der vorige Spieler bei seinem letzten Durchgang oder bis er aufhören muss, weil er keine verwertbaren Augen hat.
Fünfer drehen: sind in einem Wurf u. a. zwei Fünfen (5,5 = 100), so können, müssen aber nicht, diese zu einer Eins (1 = 100) gewandelt werden, was dazu führt, dass der Spieler bei einem eventuellen weiteren Wurf einen Würfel mehr hat, ohne Punkte zu verlieren, was die Möglichkeit eines Pasches erhöht. Bei einem Wurf, der alle restlichen Würfel in der Wertung hat (zum Beispiel 3,3,3,1,5,5 = 500), ergibt dies jedoch keinen Sinn, da man ja mit einem einzelnen Würfel weiterspielen müsste, wo man doch ohne Drehung mit allen sechs Würfeln weitermachen könnte.
3x2: würfelt ein Spieler drei Zweier-Paschs in einem Wurf, erhält er 1000 Punkte und darf weiter würfeln: 2,2,4,4,6,6
Pyramide: würfelt ein Spieler eine Zahlenpyramide (zum Beispiel 1,2,2,3,3,3) in einem Wurf, erhält er 1000 Punkte.
Verschärft: Pasche müssen nicht bewiesen werden. Dafür müssen mindestens 350 Punkte gutgeschrieben werden und es dürfen maximal zwei Würfel beim Zählen übrig bleiben, ansonsten muss weiter gewürfelt werden, bis beide Bedingungen erfüllt sind.
Übernehmen: Will ein Spieler nicht mehr weiter wagen und schreibt sein Ergebnis auf, kann der nachfolgende Spieler seine Punkte/Würfel übernehmen. Beispiel: Spieler 1 würfelt 3x5 = 500 Punkte und eine Zwei und eine Vier, so kann Spieler 2 die Zwei und die Vier übernehmen und nochmal würfeln. Würfelt er mit diesen eine Eins oder eine Fünf, hat er dementsprechend 600 oder 550 Punkte. Würfelt er nichts, hat er alles verloren. Das ist sehr interessant bei hohen Ergebnissen des Vorgängers.
Bumerang: Diese Variation ändert den Spielverlauf sowohl in der Länge des Spiels als auch in der Strategie. Die Spieler müssen zuerst auf 10.000 Punkte oder mehr kommen. Ab da wird „rückwärts“ gespielt, wer dann zuerst unter Null kommt, hat gewonnen.
Sechserpasch: Würfelt ein Spieler mit allen sechs Würfeln die gleiche Augenzahl, so hat er sofort bedingungslos gewonnen. Dies passiert jedoch statistisch gesehen sehr selten.
3 × würfeln: Es wird generell nur dreimal hintereinander gewürfelt. Jedes Mal werden die Würfel, die für die Punkte gezählt werden, herausgenommen.

## Parzebalken
Im Südwesten von Deutschland sowie in den grenznahen Regionen ist eine vereinfachte Variation weit verbreitet: Hier werden neben 1 und 5 lediglich Drillinge und 1,2,3,4,5,6 als zulässige Würfe registriert. Jedes andere Ergebnis zählt als sogenannter „Balken“ mit einer Punktzahl von 0.
Die Ursprungsgeschichte hinter dieser Variante ist angeblich, dass ein Vater seinem Sohn das 10000er Spiel erklären wollte, aber dass er sich nicht mehr an alle Details erinnern konnte. Da sich dafür aber keine Belege finden lassen, muss dies als Urbanlegende verstanden werden.